# Trgovska pot
Trgovska pot je logistično omrežje, opredeljeno kot niz poti in postankov, ki se uporabljajo za komercialni prevoz tovora. Izraz se lahko uporablja tudi za trgovino po vodnah. Ena trgovska pot omogoča, da blago doseže oddaljene trge, vsebuje arterije na dolge razdalje, ki so lahko nadalje povezane z manjšimi mrežami komercialnih in nekomercialnih transportnih poti. Med pomembnimi trgovskimi potmi sta bili Svilna pot in Jantarska pot, ki je služila kot zanesljivo omrežje za trgovino na dolge razdalje. Pomorska trgovina vzdolž Poti začimb je postala pomembna v srednjem veku, ko so se države zatekle k vojaškim sredstvom za nadzor te vplivne poti. V srednjem veku so organizacije, kot je Hanzeatska liga, namenjene zaščiti interesov trgovcev in trgovine, postale vse bolj vidne.
V sodobnem času se je trgovska dejavnost premaknila z glavnih trgovskih poti starega sveta na novejše poti med sodobnimi nacionalnimi državami. Ta dejavnost se je včasih izvajala brez tradicionalne zaščite trgovine in v skladu z mednarodnimi prostotrgovinskimi sporazumi, ki so komercialnemu blagu dovoljevali prečkanje meja s sproščenimi omejitvami. Inovativni transport sodobnega časa vključuje cevovodni transport in razmeroma dobro znano trgovino, ki vključuje železniške proge, avtomobile in tovorne letalske prevoznike.

## Zgodovina

### Razvoj zgodnjih poti

#### Zgodnji razvoj
Trgovske poti na dolge razdalje so bile razvite v bakreni dobi. V obdobju od sredine 2. tisočletja pr. n. št. do začetka našega štetja so družbe v jugovzhodni Aziji, zahodni Aziji, Sredozemlju, na Kitajskem in na indijski podcelini razvile glavna prometna omrežja za trgovino.
Eden od ključnih instrumentov, ki je olajšal trgovino na dolge razdalje, je bila prevozna pot in udomačitev tovornih živali. Organizirane karavane, vidne v 2. tisočletju pred našim štetjem, so lahko prevažale blago na velike razdalje, saj je bila krma večinoma na voljo na poti. Udomačitev kamel je arabskim nomadom omogočila nadzor nad trgovino z začimbami in svilo na dolge razdalje od Daljnega vzhoda do Arabskega polotoka. Karavane so bile uporabne v trgovini na dolge razdalje predvsem za prevoz luksuznega blaga, prevoz cenejšega blaga na velike razdalje pa ni bil dobičkonosen za operaterje karavan. S produktivnim razvojem tehnologij železa in brona so se začele vzpenjati novejše trgovske poti, ki so prenašale inovacije civilizacij.

#### Morske poti
Plovba je bila v Sumeriji znana med 4. in 3. tisočletjem pred našim štetjem. Egipčani so imeli trgovske poti skozi Rdeče morje, uvažali so začimbe iz »dežele Punt« (Vzhodna Afrika) in iz Arabije.
V Aziji so bili najzgodnejši dokazi o pomorski trgovini neolitske trgovske mreže avstronezijskih ljudstev, ki so bili prvi ljudje, ki so izumili oceanske ladje na Filipinih, Tajvanu, južnem Vietnamu in Tajskem polotoku, ki je bila podobna lingling-o iz žada. Poznane so tudi dolge poti avstronezijskih trgovcev iz Indonezije in Malezije, ki so povezovali Kitajsko z Južno Azijo in Bližnjim vzhodom od približno leta 500 pr. n. št. Omogočile so širjenje začimb jugovzhodne Azije in kitajskega blaga na zahod ter širjenje hinduizma in budizma na vzhod. Ta pot je kasneje postala znana kot pomorska svilna pot, čeprav je to napačno ime, saj so po tej poti trgovali z začimbami in ne s svilo. Številne avstronezijske tehnologije, kot sta ladja s preveso (outrigger) in katamaran, ter avstronezijska ladijska terminologija še vedno obstajajo v številnih obalnih kulturah v Indijskem oceanu.
Pomorska trgovina se je začela z varnejšo obalno trgovino in se je razvila z manipulacijo monsunskih vetrov, kar je kmalu povzročilo trgovino, ki je prečkala meje, kot sta Arabsko morje in Bengalski zaliv. Južna Azija je imela več pomorskih trgovskih poti, ki so jo povezovale z jugovzhodno Azijo, kar je otežilo nadzor nad eno potjo, kar je imelo za posledico pomorski monopol. Indijske povezave z različnimi državami jugovzhodne Azije so jo zaščitile pred blokadami na drugih poteh. Z uporabo pomorskih trgovskih poti je Rimljanom v 2. stoletju pr. n. št. postala mogoča trgovina z razsutim blagom. Rimska trgovska ladja bi lahko preplula Sredozemlje v enem mesecu za eno šestdesetino cene kopenskih poti.

#### Vidne trgovske poti
Polotok Anatolija je ležal na kopenskih trgovskih poteh v Evropo iz Azije ter na morski poti iz Sredozemlja v Črno morje. Zapisi iz 19. stoletja pr. n. št. potrjujejo obstoj asirske trgovske kolonije v Kanešu v Kapadokiji (zdaj Kültepe v sodobni Turčiji). Trgovske mreže starega sveta so vključevale Veliko glavno pot v Indiji in Pot kadila v Arabiji. Prometno omrežje, sestavljeno iz tlakovanih cest, z uporabo betona iz vulkanskega pepela in apna, so zgradili Rimljani že leta 312 pred našim štetjem, v času cenzorja Apija Klavdija Slepega. Deli sredozemskega sveta, rimska Britanija, rečni sistem Tigris-Evfrat in severna Afrika so na neki točki svoje zgodovine padli pod doseg tega omrežja.
Po Robertu Allenu Denemarku (2000):
»Širjenje mestnih trgovskih omrežij in njihovo širjenje vzdolž Perzijskega zaliva in vzhodnega Sredozemlja je ustvarilo zapleteno molekularno strukturo regionalnih žarišč, tako da je poleg coniranja jedra in obrobja (prvotno ustvarjenega okoli Mezopotamije) obstajala vrsta medsebojno povezanih povezav civilizacij: Mezopotamija, Egipt, dolina Inda; nato tudi Sirija, osrednja Anatolija (Hetiti) in Egejsko morje (Minojci in Mikenci).Onkraj tega je bil rob, ki ni vključeval le zmernih območij, kot je Evropa, ampak tudi suhi stepski koridor osrednje Azije. To je bil resnično svetovni sistem, čeprav je zavzemal le omejen del zahodnega starega sveta. Medtem ko je vsaka civilizacija poudarjala svojo ideološko avtonomijo, so bile vse prepoznavne del skupnega sveta medsebojno delujočih komponent.«
Te poti – širjenje vere, trgovine in tehnologije – so bile zgodovinsko pomembne za rast urbane civilizacije. Obseg razvoja mest in stopnja njihove vključenosti v širši svetovni sistem se pogosto pripisuje njihovemu položaju v različnih aktivnih prometnih omrežjih.

### Zgodovinske trgovske poti

#### Kombinirane kopenske in vodne poti

##### Pot kadila
Pot kadila je služila kot kanal za trgovanje z indijskim, arabskim in vzhodnoazijskim blagom. Trgovina s kadilom je cvetela od Južne Arabije do Sredozemlja med približno 3. stoletjem pred našim štetjem in 2. stoletjem našega štetja. Ta trgovina je bila ključnega pomena za gospodarstvo Jemna, tamkajšnji vladarji pa so kadilo in miro videli kot vir bogastva.
Ptolemaj II. Filadelf, cesar Ptolemajskega Egipta, je morda sklenil zavezništvo z Lihianiti, da bi zavaroval Pot kadila pri Dedanu (sodobni Al-'Ula) in s tem preusmeril trgovino s kadili iz Dedana na obalo ob Rdečem morju v Egipt. I. E. S. Edwards povezuje sirsko-efraimsko vojno z željo Izraelcev in Aramejcev, da bi nadzorovali severni konec Poti kadila, ki je potekala iz južne Arabije in bi jo lahko izkoristili z upravljanjem Transjordanije.
Gerrha – kjer so živeli kaldejski izgnanci iz Babilona – je v 1. stoletju pr. n. št. nadzirala trgovske poti s kadilom preko Arabije do Sredozemlja in nadzirala trgovanje z aromatičnimi snovmi v Babilon. Nabatejci so izvajali nadzor nad potmi vzdolž Poti kadila, njihovo oblast je izpodbijal – brez uspeha – Antigon Kiklop, cesar Sirije. Nabatejski nadzor nad trgovino se je še povečal in razširil v številne smeri.
Zamenjava Grčije z Rimskim cesarstvom kot upraviteljem sredozemskega bazena je privedla do ponovne vzpostavitve neposredne trgovine z Vzhodom in odprave davkov, ki so jih pred tem pobirali posredniki z juga. Po mnenju Mila Kearneyja (2003) so »Južni Arabci protestno napadli rimske ladje v Adenskem zalivu. V odgovor so Rimljani uničili Aden in dali prednost zahodni abesinski obali Rdečega morja«. Indijske ladje so plule v Egipt, saj pomorske poti južne Azije niso bile pod nadzorom ene sile.

##### Predkolumbovska pot
Nekatere podobnosti med mezoameriško in andsko kulturo kažejo, da sta ti dve regiji postali del širšega svetovnega sistema zaradi trgovine v 1. tisočletju pr. n. št.. Sedanje akademsko mnenje je, da so pretok blaga čez andska pobočja nadzorovale institucije, ki so lokacije razdeljevale lokalnim skupinam, ki so nato lahko prosto dostopale do njih za trgovanje. Ta trgovina čez pobočja Andov – včasih opisana kot vertikalna trgovina – je morda zasenčila trgovino na dolge razdalje med prebivalci Andov in sosednjih gozdov. Zeliščarji Callawaya so med 6. in 10. stoletjem trgovali s tropskimi rastlinami, medtem ko so z bakrom trgovali specializirani trgovci v perujski dolini Chincha. Zaradi trgovine na dolge razdalje so se lokalne elite morda zatekle k boju za manipulacijo in nadzor.
Pred prevlado Inkov so specializirani trgovci na dolge razdalje oskrbovali gorjane z blagom, kot so zlate kepe, bakrene sekire, kakav, sol itd. za prerazporeditev med domačini in so bili ključni akterji v politiki regije. Bakreno valuto v obliki sekire so izdelovali Perujci, da bi pridobili dragocenosti iz predkolumbovskega Ekvadorja. Pomorski menjalni sistem se je raztezal od zahodne obale Mehike do najjužnejšega Peruja, pri čemer se je večinoma trgovalo s školjkami Spondylus, ki so predstavljale dež in plodnost in so veljale za glavno hrano bogov med ljudmi inkovskega imperija.  Spondylus so uporabljali v elitnih ritualih in njegova učinkovita redistribucija je imela politični učinek v Andih v predšpanskih časih.

#### Pretežno kopenske poti

##### Svilna pot
Svilna pot je bila ena prvih trgovskih poti, ki je povezovala vzhodni in zahodni svet. Glede na Vadime Elisseeff (2000):
»Po Svilnih poteh je potovala tehnologija, izmenjevale so se ideje in prvič v velikem obsegu sta bila izkušena prijateljstvo in razumevanje med Vzhodom in Zahodom. Vzhodnjaki so bili izpostavljeni zahodnjaškim idejam in življenjskemu slogu in tudi zahodnjaki so spoznali vzhodno kulturo in njeno v duhovnost usmerjeno kozmologijo. Budizem kot vzhodna religija je prejel mednarodno pozornost prek Svilnih poti.«
Kulturne interakcije, ki so jim pogosto bili pokrovitelji močni cesarji, kot je bil Kaniška, so pripeljale do razvoja umetnosti zaradi vnosa bogate raznolikosti vplivov. Budistične misije so uspevale vzdolž Svilnih poti, deloma zaradi ugodnega prepletanja trgovskih in kulturnih vrednot, kar je ustvarilo vrsto varnih postankov tako za romarje kot za trgovce. Med obiskanimi potmi je bila Burmanska pot, ki se je raztezala od Bhama, in je služila kot pot za obisk Marca Pola v Junan in indijskih budističnih misij v Kantonu, da bi ustanovili budistične samostane. Ta pot – pogosto v prisotnosti sovražnih plemen – je omenjena tudi v delih Rašid-al-Dina Hamadanija.

##### Velika glavna pot
Velika glavna pot – ki je povezala Chittagong v Bangladešu s Pešavarjem v Pakistanu – obstaja že več kot dve tisočletji in pol. Ta pot je bila ena od pomembnih svetovnih trgovskih poti in je bila strateška žila s trdnjavami, postajališči, vodnjaki, poštami, mejniki in drugimi objekti. Del te poti skozi Pakistan je sovpadal tudi s Svilno pot.
Ta pot je bila povezana s cesarjema Chandragupto Mauryo in Šer šah Surijem, slednji je postal sinonim za to pot zaradi svoje vloge pri zagotavljanju varnosti potnikov in vzdrževanju.[40] Cesar Šer šah je razširil in preusmeril pot z drugimi potmi ter zagotovil približno 1700 obcestnih gostišč skozi svoj imperij. Ta gostišča so nudila brezplačno hrano in prenočišče popotnikom ne glede na njihov status.
Britanska zasedba te poti je bila posebnega pomena za Britansko Indijo. Mostove, poti in novejša gostišča so zgradili Britanci v prvih sedemintridesetih letih svoje vladavine od zasedbe Pundžaba leta 1849. Britanci so sledili približno enaki trasi kot stare poti, na nekaterih mestih pa so novejše poti potekale vzporedno s starejšimi.
Vadime Elisseeff (2000) komentira Veliko glavno pot:
»Po tej poti niso korakale samo mogočne vojske osvajalcev, ampak tudi karavane trgovcev, učenjakov, umetnikov in preprostih ljudi. Skupaj z ljudmi so se premikale ideje, jeziki, običaji in kulture, ne samo v enem, ampak v obeh smereh. Na različnih zbirališčih – stalnih in občasnih – so se mirno srečevali ljudje različnega izvora in iz različnih kulturnih okolij, ki so izpovedovali različne vere in prepričanja, jedli različno hrano, nosili različna oblačila ter govorili različne jezike in narečja. Razumeli so drug drugega s hrano, obleko, vedenjem in bontonom ter si celo izposojal besede, fraze, idiome in včasih cele jezike od drugih.«

##### Jantarska pot
Jantarska pot je bila evropska trgovska pot, povezana s trgovino in transportom jantarja. Jantar je izpolnjeval merila za trgovino na dolge razdalje, saj je bil majhen in je bilo veliko povpraševanje za okrasne namene v Sredozemlju. Pred vzpostavitvijo rimskega nadzora nad območji, kot je Panonija, je bila Jantarska pot praktično edina razpoložljiva pot za trgovino na dolge razdalje.
Mesta vzdolž Jantarske poti so v 1. stoletju našega štetja začela vztrajno rasti, kljub premikom čet pod vodstvom Tita Flavija Vespazijana in njegovega sina Tita Flavija Domicijana. Pod vladavino Tiberija je bila Jantarska pot poravnana in tlakovana v skladu s prevladujočimi urbanističnimi standardi. Ob poti so se začela pojavljati rimska mesta, ki so bila prvotno ustanovljena v bližini keltskega oppiduma.
V 3. stoletju je reka Donava postala glavna trgovska žila, ki je zasenčila Jantarsko pot in druge trgovske poti. Preusmeritev naložb v podonavske utrdbe je povzročila, da so mesta ob Jantarski poti počasi nazadovala, čeprav so ohranila svojo blaginjo. Dolgotrajen boj med Rimljani in barbari je pustil posledice tudi na mestih ob Jantarski poti. 

##### Via Maris
Via Maris, dobesedno latinsko za pot do morja, je bila starodavna pot, ki so jo uporabljali Rimljani in križarji. Države, ki so nadzorovale Via Maris, so lahko odobrile dostop za trgovino svojim državljanom in pobirale cestnine od zunanjih za vzdrževanje trgovske poti. Ime Via Maris je latinski prevod hebrejske fraze, povezane z Izaijem. Zaradi svetopisemskega pomena te starodavne poti so krščanski romarji večkrat poskušali najti njeno današnjo lokacijo. Popotnik in romar iz 13. stoletja Burchard z gore Sion omenja pot Via Maris kot pot, ki vodi ob obali Galilejskega jezera.

##### Transsaharska pot
Zgodnji muslimanski spisi potrjujejo, da so prebivalci Zahodne Afrike upravljali prefinjeno trgovinsko mrežo, običajno pod vodstvom monarha, ki je pobiral davke in zagotavljal birokratsko in vojaško podporo svojemu kraljestvu. Sofisticirani mehanizmi za gospodarski in politični razvoj vpletenih afriških območij so bili vzpostavljeni, preden je islam dodatno okrepil trgovino, mesta in vlado v zahodni Afriki. Prestolnica, dvor in trgovina v regiji so omenjeni v delih učenjaka Abū 'Ubayda 'Abd Allāha al-Bakrīja; glavni steber transsaharske trgovine sta bila zlato in sol.
Močna saharska plemena, berberska po izvoru in kasneje prilagojena muslimanski in arabski kulturi, so nadzorovala kanale do zahodne Afrike z učinkovito uporabo konjskih vpreg in tovornih živali. Ljudstvo Songhai so se borili proti maroški rodbini Sadi za nadzor nad transsaharsko trgovino, kar je povzročilo škodo na obeh straneh in šibko maroško zmago, kar je dodatno okrepilo ne vpletena saharska plemena. Boji in nemiri so se nadaljevali do 14. stoletja, ko so trgovci ljudstva Mandé trgovali z ljudmi Hausa med Čadskim jezerom in Nigrom. Po razširitvi trgovine so se razvile novejše trgovske poti.

#### Pretežno pomorska pot

##### Avstronezijsko pomorsko trgovsko omrežje
Prvo pravo pomorsko trgovsko mrežo v Indijskem oceanu so ustvarila avstronezijska ljudstva otoške jugovzhodne Azije, [52] ki so zgradila prve oceanske ladje. Vzpostavili so trgovske poti z južno Indijo in Šrilanko že leta 500 pr. n. št., s čimer so sprožili izmenjavo materialne kulture (kot so katamarani, ladje s preveso, ladje iz šivanih desk) in kultur (kot so kokosovi orehi, sandalovina, banane in sladkorni trs); kot tudi povezovanje materialnih kultur Indije in Kitajske. Predstavljali so večino komponente trgovanja z začimbami v Indijskem oceanu. Zlasti Indonezijci so trgovali z začimbami (predvsem cimetom in kasijo) z Vzhodno Afriko z uporabo katamaranov in ladij s preveso ter pluli s pomočjo zahodnega vetra v Indijskem oceanu. Ta trgovska mreža se je razširila vse do Afrike in Arabskega polotoka, kar je povzročilo avstronezijsko kolonizacijo Madagaskarja do prve polovice 1. tisočletja n. št.. Nadaljevala se je vse do zgodovinskih časov, kasneje pa je postala Pomorska svilna pot. To trgovsko omrežje je vključevalo tudi manjše trgovske poti v otoški jugovzhodni Aziji, vključno z omrežjem lingling-o in omrežjem trepanging.
V vzhodni Avstroneziji so obstajale tudi različne tradicionalne pomorske trgovske mreže. Med njimi je bila starodavna trgovska mreža Lapita na otokih Melanezije; trgovski cikel Hiri, menjava ob obali Sepik in obroč Kula na Papuanski Novi Gvineji; starodavna trgovska potovanja po Mikroneziji med Marijanskim in Karolinskim otočjem (in morda tudi Nova Gvineja in Filipini); in obsežne med otoške trgovske mreže Polinezije.

##### Rimsko-indijska pot
Ptolemajska rodbina (305 do 30 pr. n. št.) je začela grško-rimski pomorski trgovinski stik z Indijo z uporabo pristanišč Rdečega morja. Rimski zgodovinar Strabon omenja velik porast trgovine po rimski aneksiji Egipta, kar nakazuje, da je bil monsun v njegovem času znan in uporabljen za trgovino. V času Avgusta je do 120 ladij vsako leto odplulo iz Myos Hormosa v Indijo in trgovalo z najrazličnejšim blagom. Arsinoe,  Berenice Troglodytica in Myos Hormos so bila glavna rimska pristanišča, vključena v to pomorsko trgovsko mrežo, medtem ko so bila indijska pristanišča Barbarikum, Barygaza (sodobni Bharuch ), Muziris in Arikamedu.
Indijci so bili prisotni v Aleksandriji [64], krščanski in judovski naseljenci iz Rima pa so še dolgo po padcu Rimskega cesarstva živeli v Indiji,  zaradi česar je Rim izgubil pristanišča v Rdečem morju, ki so jih prej uporabljali za trgovino z Indijo s strani grško-rimskega sveta od časa dinastije Ptolemajev.

##### Hanzeatska pot
Malo pred 12. stoletjem so imeli Nemci razmeroma skromno vlogo v severnoevropski trgovini. Vendar se je to spremenilo z razvojem hanzeatske trgovine, zaradi česar so nemški trgovci postali vidni v regijah Baltika in Severnega morja. Po smrti Erika VI. Danskega so nemške sile napadle in oplenile Dansko ter s seboj pripeljale obrtnike in trgovce pod novo upravo, ki je nadzorovala regije Hansa. V tretji četrtini 14. stoletja se je hanzeatska trgovina soočala z dvema velikima težavama: gospodarskim konfliktom s Flandrijo in sovražnostmi z Dansko. Ti dogodki so pripeljali do oblikovanja organiziranega združenja hanzeatskih mest, ki je nadomestilo prejšnje združenje nemških trgovcev. Ta nova Hansa mesta, namenjena zaščiti interesov trgovcev in trgovine, so bila vidna naslednjih sto petdeset let.
Philippe Dollinger propad Hanse povezuje z novim zavezništvom med Lübeckom, Hamburgom in Bremnom, ki je zasenčilo starejšo institucijo. Nadalje postavlja datum razpada Hanse na leto 1630 in sklepa, da je bila Hansa do konca 18. stoletja skoraj povsem pozabljena. Učenjak Georg Friedrich Sartorius je v zgodnjih letih 19. stoletja objavil prvo monografijo o zvezi.

##### Od Varjagov do Grkov
Trgovska pot od Varjagov do Grkov (rusko Путь "из варяг в greki, švedsko Vägen från varjagerna till grekerna, grško Εμπορική Οδός Βαράγγων – Ελλήνων, Emporikḗ Odós Varángōn-Ell) je bila trgovska pot, ki je povezovala Skandinavijo, Kijevsko Rusijo in Bizantinsko cesarstvo. Pot je trgovcem ob poti omogočila vzpostavitev neposrednega uspešnega trgovanja z Bizancem, nekatere pa je spodbudila, da so se naselili na ozemljih današnje Belorusije, Rusije in Ukrajine.
Pot se je začela v skandinavskih trgovskih središčih, kot so Birka, Hedeby in Gotland, prečkala Baltsko morje, vstopila v Finski zaliv, sledila reki Nevi v Ladoško jezero. Nato je sledila reki Volhov, gorvodno mimo mest Staraja Ladoga in Veliki Novgorod, prečkala Ilmensko jezero in navzgor po reki Lovat. Od tam so morali ladje prenesti do reke Dneper pri Gnezdovu. Druga pot od Baltika do Dnepra je potekala vzdolž Zahodne Dvine (Daugave) med Lovatom in Dneprom v regiji Smolensk ter ob reki Kasplja do Gnezdova. Vzdolž Dnepra je pot prečkala več večjih brzic in šla skozi Kijev ter po vstopu v Črno morje sledila njegovi zahodni obali do Konstantinopla.

##### Mediteranska pot pomorskih republik
Gospodarska rast Evrope okoli leta 1000 je skupaj s pomanjkanjem varnosti na celinskih trgovskih poteh olajšala razvoj glavnih trgovskih poti ob obali Sredozemskega morja. Naraščajoča neodvisnost nekaterih obalnih mest jim je dala vodilno vlogo v tem trgovanju: pomorske republike, italijansko Repubbliche Marinare (Benetke, Genova, Amalfi, Pisa, Gaeta, Ancona in Ragusa [72]) so razvile svoje lastne imperije ob sredozemskih obalah.
Od 8. do 15. stoletja so imele monopol evropske trgovine z Bližnjim vzhodom. Zaradi trgovine s svilo in začimbami, ki je vključevala tudi kadila, zelišča, mamila in opij, so te sredozemske mestne države izjemno obogatele. Začimbe so bile med najdražjimi in najbolj iskanimi izdelki srednjega veka. Vse so bile uvožene iz Azije in Afrike. Muslimanski trgovci – večinoma potomci arabskih mornarjev iz Jemna in Omana – so prevladovali na pomorskih poteh po celotnem Indijskem oceanu, posegali po izvornih regijah na Daljnem vzhodu in pošiljali ladje za trgovska središča v Indiji, proti zahodu do Hormusa v Perzijskem zalivu in Džede v Rdečem morju. Od tam so kopenske poti vodile do sredozemskih obal. Beneški trgovci so blago raznašali po Evropi do vzpona Osmanskega cesarstva, ki je leta 1453 pripeljalo do padca Konstantinopla in Evropejcem preprečilo dostop do pomembnih kopensko-morskih poti.

##### Pot začimb
Ko se je trgovina med Indijo in grško-rimskim svetom povečala, so začimbe postale glavni uvoz iz Indije v zahodni svet, mimo svile in drugega blaga. Indijska trgovska povezava z jugovzhodno Azijo se je v 7. in 8. stoletju izkazala za ključno za trgovce v Arabiji in Perziji.
Abasidi so uporabljali Aleksandrijo, Damieto, Aden in Siraf kot vstopna pristanišča v Indijo in Kitajsko. Trgovci, ki so prihajali iz Indije v pristaniško mesto Aden, so jemenskemu sultanu Ibn Ziyadu poklonili davek v obliki mošusa, kafre, ambre in sandalovine. Moluški izdelki, ki so bili poslani čez pristanišča Arabije na Bližnji vzhod, so šli skozi pristanišča Indije in Šrilanke. Indijski izvoz začimb je omenjen v delih Ibn Khurdadhbeha (850 n. št.), al-Ghafiqija (1150), Ishaka bin Imarana (907) in Al Kalkashanda (14. stoletje). Ko so začimbe prispele v indijska ali šrilanška pristanišča, so jih včasih pošiljali v vzhodno Afriko, kjer so jih uporabljali za številne namene, vključno s pogrebnimi obredi.
Po ukazu Manuela I. Portugalskega so štiri ladje pod poveljstvom pomorščaka Vasca da Game obkrožile Rt dobrega upanja in nadaljevale do vzhodne obale Afrike do Malindija, da bi plule čez Indijski ocean do Calicuta. Bogastvo Indije je bilo zdaj odprto za raziskovanje Evropejcev; portugalski imperij je bil eno prvih evropskih imperijev, ki je zraslo iz trgovine z začimbami.

##### Pomorska pot žada
Pomorska cesta žada je bila obsežna trgovska mreža, ki je povezovala več območij v jugovzhodni in vzhodni Aziji. Njeni primarni izdelki so bili izdelani iz žada, ki so ga na Tajvanu pridobivala animistična tajvanska domorodna ljudstva in predelala večinoma na Filipinih pri animističnih domorodnih Filipincih, zlasti v Batanesu, Luzonu in Palavanu. Nekaj je bilo obdelanega tudi v Vietnamu, medtem ko so prebivalci Malezije, Bruneja, Singapurja, Tajske, Indonezije in Kambodže prav tako sodelovali v ogromni trgovski mreži, ki so jo vodili animisti. Udeleženci mreže so takrat imeli večino animistične populacije. Pomorska pot je ena najobsežnejših morskih trgovinskih mrež nekega geološkega materiala v prazgodovinskem svetu. Obstajala je vsaj 3000 let, največja proizvodnja pa je bila od leta 2000 pr. n. št. do 500 n. št., starejša od Svilne poti v celinski Evraziji ali kasnejše Pomorske svilne poti. Pomemben artefakt, ki ga je izdelala trgovska mreža, artefakt Lingling-o, so izdelali obrtniki okoli leta 500 pr. n. št. Omrežje je začelo upadati v zadnjih stoletjih od 500 do 1000 n. št. Celotno obdobje mreže je bilo zlata doba za raznolika animistična društva v regiji.